# Knoxia manika
Knoxia manika är en måreväxtart som först beskrevs av Bernard Verdcourt, och fick sitt nu gällande namn av Christian Puff och Elmar Robbrecht. Knoxia manika ingår i släktet Knoxia och familjen måreväxter.
Artens utbredningsområde är Kongo-Kinshasa. Inga underarter finns listade i Catalogue of Life.